# داریوش رضایی‌نژاد
داریوش رضایی‌نژاد (۲۹ بهمن ۱۳۵۵ – ۱ مرداد ۱۳۹۰) دانشجوی دکترای مهندسی برق از دانشگاه صنعتی خواجه نصیرالدین طوسی بود که در مقابل منزلش ترور شد. حیدر مصلحی، وزیر اطلاعات ایران، گفت که او «در پروژه‌های هسته‌ای فعال نبوده است و ربطی به موضوع هسته‌ای ندارد». اما خبرگزاری آسوشیتد پرس در گزارشی به نقل از یک مقام خارجی و یک بازرس هسته‌ای پیشین سازمان ملل، نوشت تحقیق رضایی‌نژاد دربارهٔ سوئیچ‌های ولتاژ بالا بوده که قطعهٔ مهمی در ساخت کلاهک‌های هسته‌ای در سلاح اتمی محسوب می‌شود.
در مقالاتی که رضایی‌نژاد به چهاردهمین، پانزدهمین و شانزدهمین کنفرانس مهندسی برق ایران ارائه داده است، پژوهشگر دانشگاه صنعتی مالک اشتر معرفی شده است و عنوان دو مقالهٔ وی «طراحی و ساخت یک مقاومت الکترونیکی به عنوان بار با اندوکتانس کوچک برای یک مولد ضربهٔ ولتاژ بالا» و «طراحی، ساخت و آزمایش یک سوئیچ انفجاری بسته‌شونده» بوده است.
اشپیگل به نقل از یک مقام اطلاعاتی اسرائیل ترور رضائی‌نژاد را اولین اقدام جدی رئیس جدید موساد، تأمیر پاردو، اعلام کرد.

## زندگی
داریوش رضایی‌نژاد در ۲۹ بهمن ۱۳۵۵ در شهرستان آبدانان استان ایلام به دنیا آمد و در تیرماه ۱۳۷۳ دیپلم خود را در رشتهٔ ریاضی دریافت نمود. وی چندین بار در مسابقات علمی استان ایلام مقام اول را کسب کرد و در مهر ۱۳۷۳ برای تحصیل در مقطع کارشناسی در رشتهٔ مهندسی برق، گرایش قدرت، در دانشگاه صنعتی مالک اشتر اصفهان پذیرفته شد. رضایی‌نژاد به محض فارغ‌التحصیلی به عنوان پژوهشگر در مراکز مهم تحقیقاتی و علمی کشور مشغول به کار شد. در همان نخستین سال شروع به کار، در آزمون کارشناسی ارشد سال ۱۳۷۸ در رشتهٔ مهندسی برق، گرایش قدرت، در دورهٔ کارشناسی ارشد دانشگاه ارومیه ادامه تحصیل داد.
رضایی‌نژاد در چند سال آخر زندگی ضمن تدریس و انجام فعالیت‌های تحقیقاتی مسئول اجرای بسیاری از طرح‌های تحقیقاتی در دانشگاه صنعتی مالک اشتر، دانشگاه شهید بهشتی و دانشگاه صنعتی خواجه نصیرالدین طوسی بود. او با قبولی در تمام مراحل آزمون دکترا در سال ۱۳۹۰ در دانشگاه خواجه نصیرالدین طوسی پذیرفته شد.

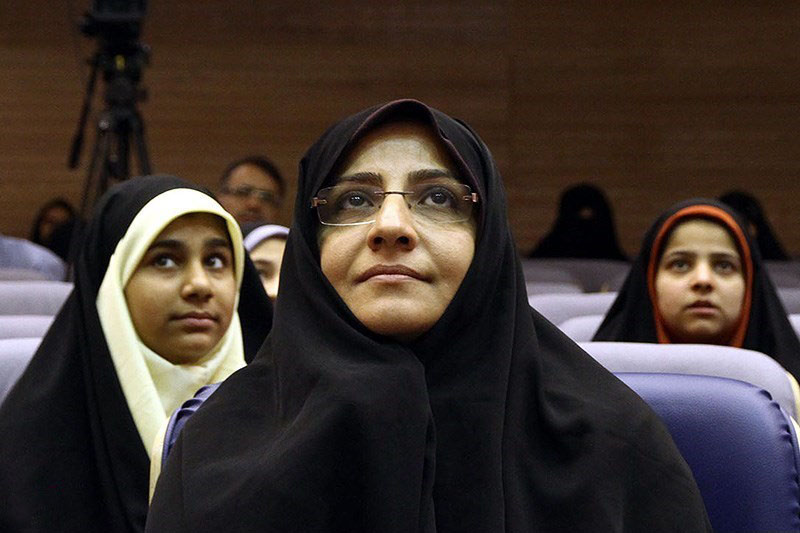
شهره پیرانی در سال ۱۳۹۴

رضایی‌نژاد در سال ۱۳۷۹ با شهره پیرانی (زادهٔ ۶ بهمن ۱۳۵۸) ازدواج کرد. او پس از مرگ رضایی‌نژاد دکترای علوم سیاسی خود را گرفت و استاد دانشگاه شد. این زوج صاحب یک دختر شدند. پیرانی در سال ۱۴۰۰ به عنوان مشاور رئیس سازمان انرژی در امور زنان و خانواده منصوب شد.

## ترور
رضایی‌نژاد در ۱ مرداد ۱۳۹۰ به همراه همسر و دخترش، مقابل منزلش و در خودروی خود در حالی که وارد منزل می‌شدند مورد هدف قرار گرفت. ۵ گلوله شلیک شده که یک گلوله به گردن و گلوله دیگر به دست وی اصابت کرد.
به گفتهٔ همسرش شهره پیرانی، هنگام ورود رضایی‌نژادِ مجروح به بیمارستان، محسن فخری‌زاده، دیگر فیزیک‌دان هسته‌ای، نیز حضور داشته است.

## دیدار دبیرکل سازمان ملل متحد
بان کی‌مون دبیرکل سازمان ملل متحد در شهریور ۱۳۹۱ در حاشیهٔ سفر خود به ایران جهت شرکت در نشست سران جنبش عدم تعهد در مراسم یادبود دانشمندان هسته‌ای شرکت کرد و با خانوادهٔ آن‌ها دیدار کرد.

## در رسانه

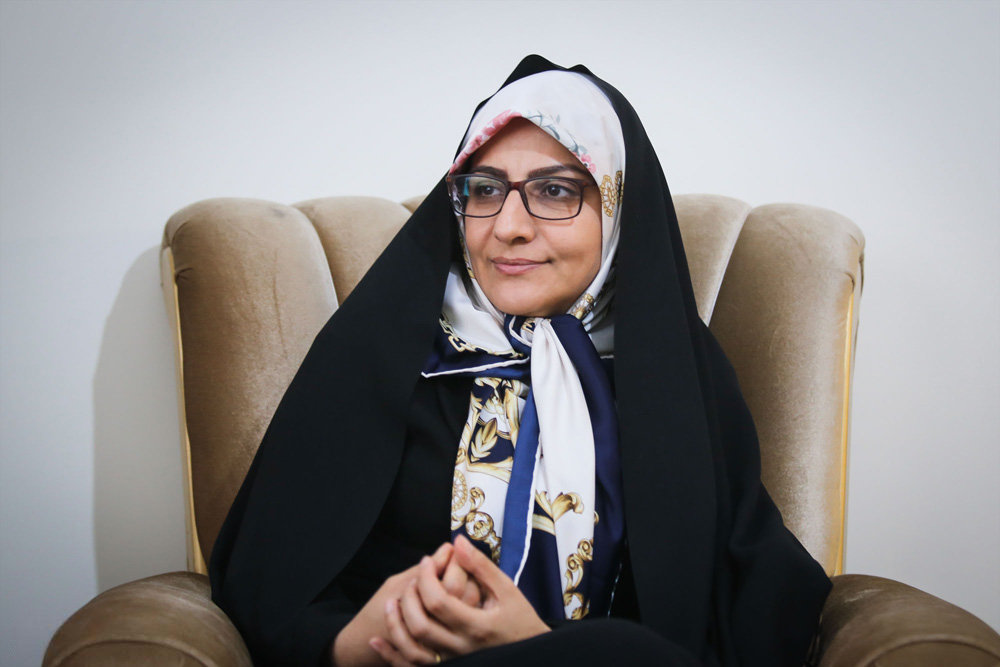
شهره پیرانی در سال ۱۳۹۵

در سال ۱۴۰۰ فیلم هناس به کارگردانی حسین دارابی ساخته شد که در این فیلم تلاش شده تا ماجرای ترور رضایی‌نژاد از دید همسرش، شهره پیرانی روایت گردد. شاهد داستان زنی است که تلاش دارد به هر نحوی زندگی خود و خانواده‌اش را حفظ کرده و آن را از خطرات و آشوب‌های پیرامون کاری همسرش دور سازد.